# Dr Pepper
Dr Pepper è una bevanda gassata analcolica di tipo soft drink distribuita negli USA, in Regno Unito, in Sud America e in alcuni paesi europei dalla Dr Pepper Snapple Group.
È caratterizzata da un aroma molto dolce. È arrivata sul mercato nel 1885, cioè un anno prima rispetto alla Coca-Cola. La Dr Pepper fu diffusa su scala nazionale nel 1904. La sua formula segreta, che conta 23 gusti tra naturali e artificiali, è opera del farmacista Charles Alderton. La bibita ha origini texane, infatti il giovane farmacista lavorava al Morrison’s Old Corner Drug Store di Waco, dove la bibita fu testata. Ebbe subito un grande successo e i clienti iniziarono a chiamarla Waco. Quando Alderton cedette la sua ricetta a Morrison, la bevanda fu ribattezzata Dr. Pepper. Il perché della scelta del nome non è mai stato chiarito.

## Ingredienti
Dr Pepper è una miscela unica di 23 sapori. La formula esatta di Dr Pepper è un segreto del proprietario. In alcune nazioni Dr Pepper contiene zucchero invece che sciroppo di mais ad alto fruttosio.
Il contenuto totale di calorie in una particolare confezione variano in base alla dimensione della confezione: 
100 calorie per 240 ml. (8 fl. oz.), 150 calorie per lattina da 360 ml. (12 oz.), 200 calorie per bottiglia (due porzioni) da 500 ml. (16,9 oz).
- 1 - Dr Pepper Ingredienti della bottiglia da 600 ml.: Acqua gassata, sciroppo di mais ad alto fruttosio, colore caramello, acido fosforico, aromatizzanti naturali ed artificiali, conservante benzoato di sodio, caffeina. Calorie 250 - Grassi totali 0 g (0%) - Sodio 100 mg (4%) - Carboidrati 66 g (22%) - Proteine 0 g[1]
- 1.1 - Dr Pepper Etichetta nutrizionale della lattina da 330 ml.: Acqua gassata, zucchero, colore (caramello E150d), acido fosforico, conservante (Sorbato di potassio), aromatizzanti (comprendente caffeina, dolcificanti (Aspartame, Acesulfame K). Contiene tracce di fenilalanina. - 123 kjoule o 29 kcalorie per 100 ml. / 406 kjoule o 96 kcalorie per lattina - Valore giornaliero percentuale per una dieta di 8400 kjoule o 2000 kcalorie: Grassi totali 0 g (0%), di cui saturi (0%) - Carboidrati 7,2 g per 100 ml / 24 g (9%) per lattina, di cui zuccheri 7,2 g per 100 ml / 24 g (9%) per lattina - Proteine 0 g - Sale 0 g - Contenuto di caffeina 39 mg Codice a barre 5010102100015
- 2 - Dr Pepper TEN Ingredienti della bottiglia da 600 ml.: Acqua gassata, sciroppo di mais ad alto fruttosio, colore caramello, acido fosforico, aspartame, conservante benzoato di sodio, caffeina, aromatizzanti naturali ed artificiali, acesulfame, potassio, fosfato di sodio. Calorie 20 - Grassi totali 0 g (0%), di cui saturi (0%) - Sodio 100 mg (4%) - Carboidrati 5 g (2%) - Zuccheri 4 g - Proteine 0 g[2]
- 3 - Dr Pepper Diet Ingredienti della bottiglia da 600 ml.: Acqua gassata, colore caramello, aspartame, acido fosforico, aromatizzanti naturali ed artificiali, conservante benzoato di sodio, caffeina. Calorie 0 - Grassi totali 0 g (0%) - Sodio 100 mg (4%) - Carboidrati 0 g (0%) - Proteine 0 g[3]
- 4 - Dr Pepper Cherry Ingredienti della bottiglia da 600 ml.: Acqua gassata, sciroppo di mais ad alto fruttosio, colore caramello, aromatizzanti naturali ed artificiali, conservante benzoato di sodio, acido citrico, acido fosforico, caffeina, acido malico, fosfato di sodio, rosso 40. Calorie 250 - Grassi totali 0 g (0%) - Sodio 100 mg (4%) - Carboidrati 71 g (24%) - Zuccheri 69 g - Proteine 0 g[4]
- 4.1 - Dr Pepper Cherry Etichetta nutrizionale della lattina da 355 ml.: Acqua gassata, sciroppo di mais ad alto fruttosio e 2% o meno di: colore caramello, aromatizzanti naturali ed artificiali, conservante benzoato di sodio, acido citrico, acido fosforico, caffeina, acido malico, fosfato di sodio, rosso 40 - 160 calorie per lattina - Valore giornaliero percentuale per lattina per una dieta di 8400 kjoule o 2000 kcalorie: Grassi totali 0 g (0%) - Sodio 60 mg (2%) - Carboidrati 43 g (14%) di cui Zuccheri 41 g - Proteine 0 g - Contenuto di caffeina 39 mg. Codice a barre 0789530
- 5 - Diet Dr Pepper Cherry Ingredienti della bottiglia da 600 ml.: Acqua gassata, colore caramello, aromatizzanti naturali ed artificiali, aspartame, conservante benzoato di sodio, acido citrico, acido fosforico, caffeina, acido malico, fosfato di sodio, rosso 40. Calorie 0 - Grassi totali 0 g (0%) - Sodio 100 mg (4%) - Carboidrati 0 g (0%) - Proteine 0 g[5]
- 6 - Caffeine Free Dr Pepper Ingredienti della bottiglia da 600 ml.: Acqua gassata, sciroppo di mais ad alto fruttosio, colore caramello, acido fosforico, aromatizzanti naturali ed artificiali, conservante benzoato di sodio. In alcune nazioni Dr Pepper contiene zucchero invece che sciroppo di mais ad alto fruttosio. Calorie 250 - Grassi totali 0 g (0%) - Sodio 100 mg (4%) - Carboidrati 66 g (22%) - Zuccheri 64 g - Proteine 0 g[6]
- 7 - Cherry Vanilla Dr Pepper Ingredienti della bottiglia da 600 ml.: Acqua gassata, sciroppo di mais ad alto fruttosio, colore caramello, aromatizzanti naturali ed artificiali, conservante benzoato di sodio, acido citrico, acido fosforico, caffeina, acido malico, rosso 40. Calorie 240 - Grassi totali 0 g (0%) - Sodio 100 mg (4%) - Carboidrati 65 g (22%) - Zuccheri 63 g - Proteine 0 g[7]
- 8 - Diet Cherry Vanilla Dr Pepper Ingredienti della bottiglia da 600 ml.: Acqua gassata, colore caramello, aromatizzanti naturali ed artificiali, aspartame, conservante benzoato di sodio, acido citrico, acido fosforico, caffeina, acido malico, rosso 40. Calorie 0 - Grassi totali 0 g (0%) - Sodio 60 mg (3%) - Carboidrati 0 g (0%) - Proteine 0 g[8]
- 9 - Caffeine Free Diet Dr Pepper Ingredienti della bottiglia da 600 ml.: Acqua gassata, colore caramello, aspartame, acido fosforico, aromatizzanti naturali ed artificiali, conservante benzoato di sodio. Calorie 0 - Grassi totali 0 g (0%) - Sodio 100 mg (4%) - Carboidrati 0 g (0%) - Proteine 0 g[9]

## Distribuzione
È stata commercializzata per la prima volta nel 1885, il che la rende la più antica marca di bevanda soda prodotta negli Stati Uniti d'America.
La  bibita è presente nella maggior parte del mondo, in paesi come ad esempio gli Stati Uniti d'America, in Canada, in Messico, nel Regno Unito, in Irlanda, in India, in Pakistan, in Cina, in Giappone e quasi tutta l'Oceania. In Italia fece una breve apparizione nel 1989, poi fu ritirata dal mercato nazionale e successivamente di nuovo reperibile in alcune catene di supermercati.

## Nella cultura di massa
- Nella serie noir di Hap & Leonard dello scrittore Joe R. Lansdale, uno dei due protagonisti, Leonard, ha una dipendenza per i biscotti alla vaniglia e per la bibita Dr Pepper.
- Nel film U Turn - Inversione di marcia un cieco chiede al protagonista Sean Penn di portargli una Dr Pepper da un distributore.
- Nella sesta puntata della terza stagione di Mad Men, compare un distributore della Dr Pepper, da sfondo alla conversazione tra Don Draper e Lane Pryce.
- Nell'anime Steins;Gate la Dr Pepper viene descritta come la bevanda perfetta per gli scienziati da parte dei protagonisti Rintarō Okabe e Kurisu Makise.
- In Forrest Gump, il protagonista Forrest adora la Dr Pepper e ne beve 15 bottigliette ad un buffet alla Casa Bianca.
- Nell'anime Kami-sama no memo-chō, la protagonista femminile Alice beve esclusivamente come bevanda la Dr Pepper.
- Il cantante e bassista della popolare band Christian rock Skillet, John Landrum Cooper, ha spesso dimostrato e affermato di essere un grande fan della Dr Pepper.
- Nella serie TV Preacher, adattata dall'omonimo fumetto di Garth Ennis, anche Dio beve una Dr Pepper nella sua roulotte.
- Nella serie TV Il metodo Kominsky, il protagonista Sandy Kominsky[10] beve abitualmente Dr Pepper diet e Jack Daniels on the rocks[11].
- Nel film L'ultimo spettacolo (1971), il protagonista beve una Dr Pepper, nominandola più di una volta e ringraziando la persona che l'ha offerta.